# Josep Puig i Rocafort
Josep Puig i Rocafort (Barcelona, 2 d'agost de 1888 - Sabadell, 1941), conegut artísticament com a Capità Puig, va ser un aeronauta català del segle XX.
Era fill de Joan Puig i Canadell natural d'Olot i de Teresa Rocafort natural de Barcelona.El seu espectacle consistia en fer piruetes a un trapezi que penjava d'un globus a més de 100 metres d'alçada, sense xarxa ni corda de seguretat. Va morir a Sabadell el 3 d'agost de 1941, als 53 anys, en caure del globus davant la multitud que l'aclamava. Una possible causa de l'accident és que el globus anés sobrecarregat de gas i les emanacions maregessin l'equilibrista aeronauta.
El Capità Puig cobrava 1.200 pessetes per funció. El seu enterrament, però, va ser costejat per l'Ajuntament de Sabadell. Segons Diari de Sabadell al seu enterrament hi van acudir dues vídues.